# SEWACO
SEWACO（SEnsor, WeApon COntrol system）とは、オランダのシグナール（Signaal、現 タレス・ネーデルラント）社が開発した、海軍向けの戦術級C4Iシステム。また、輸出用のSTACOS、TACTICOSについても本項で取り扱う。

## 概要
SEWACOの開発は、1960年代中盤より開始され、最初のモデルは、トロンプ級フリゲートに搭載されて1975年から1976年にかけて就役した。構成はアメリカの海軍戦術情報システムに似たものであるが、プログラムやハードウェアはまったく独自に開発されている。例えばコンピューターとしては、NTDSではUYK-7/20やUYK-43/44が使用されるが、SEWACOおよび派生型ではSMRシリーズ（あるいは小型のSMR-Sシリーズ）が使用される。コンソールとしては2種が使用される。水平のディスプレイを配置した海図台型のものはHDC（Horizontal Display Console）、従来どおりに垂直方向にディスプレイを配置したものはVDC（Vertical Display Console）と呼ばれている。
なお、SEWACOとは、その英名から推測できるとおり、実際には艦の戦闘システム全体を指すことが多く、戦術情報処理装置単体を指すときには、使用されるプログラムの名前からDAISYと呼ぶこともある。また、"SEWACO"という名前は、オランダ海軍向けの機種のみに命名されており、輸出用としては、DAISYやFORESEE、STACOSやTACTICOSという名前が使われる。

### SEWACO

#### 第一世代
SEWACO I
1971年に発注され、オランダ海軍のトロンプ級フリゲートに搭載された。
SEWACO II
1975年に発注され、コルテノール級フリゲートに搭載されたものである。構成としては、アメリカのオリバー・ハザード・ペリー級ミサイルフリゲートの搭載するJTDSに近いものとなっており、7基のレーダー・ディスプレイ（海図台型2基、通常端末5基）を有し、これとは別にソナー用、射撃指揮装置用の端末が配置されている。LW-08長距離対空捜索レーダー、ZW-06対空捜索レーダー、およびWM-25の射撃指揮レーダーとESM装置がセンサーとして配置され、オート・メラーラ 76 mm 砲、ハープーン対艦ミサイル、NSSMS、リンクス・ヘリコプターを統制する。これの派生型はMEKO 360型フリゲートに搭載され、ナイジェリアとアルゼンチンに輸出された。
SEWACO IV
1974年に発注され、ベルギーのウィーリンゲン級フリゲートに搭載された。海図台型のレーダー・ディスプレイ 3基、ソナー・ディスプレイ 1基、レーダプロット表示装置 1基、またミサイルと砲、ボフォース対潜ロケットのそれぞれに射撃指揮用コンソールを有する。派生型のSEWACO MAはマレーシアのカスツーリ級フリゲート（en:Kasturi class frigate）に搭載されている。
SEWACO V
1976年に発注され、オランダ海軍のファン・スペイク級フリゲートの近代化改修で搭載された。海図台型の戦術情報表示装置 4基とプロット表示装置 1基を有する。
SEWACO VI
1985年に発注された、スタンダード・ミサイルを運用するためにSEWACO IIを強化した型で、ヤコブ・ヴァン・ヘームスケルク級フリゲートに搭載された。海図台型端末 2基、通常型端末 6基、を有し、これとは別にソナー用、射撃指揮装置用の端末が配置されており、3基のSTIR射撃指揮レーダーによってRIM-66スタンダード（SM-1MR）を統制している。

#### 第二世代
SEWACO VII
1985年より設計され、オランダ海軍のカレル・ドールマン級フリゲートに搭載された。STACOSに似た分散処理方式を採用しており、3重のネットワークによって連接されている。 
 SEWACO VIIより、コンピュータとして、MC68000シリーズのCPUを使用した新型のSMR-4が使用される。SMR-4のうち2基は目標情報の記憶のために使用され、DHC（Data-Handling Computer）と呼ばれる。これらのDHCコンピュータは、従来どおりのDAISYソフトウェアを動作させており、射撃指揮用コンピュータと連接されて、目標情報を移管する。 
 ハープーン対艦ミサイルとゴールキーパーCIWSの射撃指揮はSMR-Muコンピュータによって行われるが、これはまた、リンク 11での通信も担当する。一方、シースパロー短SAMおよび76ミリ砲の射撃指揮は、2基の端末を有するMWCS (Multi-Weapon Control System) システムによって行われる。スカウト対水上レーダーや囮展開装置など、艦の戦闘システムの要素のいくつかは、完全なオフラインに保たれている。また、通信統制コンピュータ（CCC）として、さらに2基のSMR-4コンピュータが使用されている。 
 SEWACO VIIシステムには、6基のMC68030 CPUが組み込まれており、従来のSEWACOシステムの10倍のソフトウェアを実行している。システムには16基の標準的なGOCコンソールが組み込まれており、15基がCICに、1基が通信室に配置されている。システムにはまた、13基のヴィデオ/データ・ディスプレイが含まれる。 
 SEWACO VIIシステムは、14枚の光学ディスクによるデータ・ベースを有しており、これを実行するためにVAX 8250コンピュータ 2基を有する。これはのちに、より強力なVAX 4300/4500によって代替されており、また、アメリカのC&Dシステムのような意思決定機能を導入する計画もある。 
 なお、韓国の東海級コルベットおよび浦項級コルベット前期建造型（756-65）は、派生型のSEWACO 7Kを搭載していたが、後期建造型（766-782）ではフェランティ社製WSA 423を使用している。
SEWACO VIII
1979年に発注され、オランダ海軍のワルラス級潜水艦に搭載されたほか、オランダ海軍が現用するすべての潜水艦に採用されている。
SEWACO IX
SEWACO-Mとも通称されるもので、フランス以外が運用するすべてのトリパルタイト型機雷掃討艇に搭載されている。また、ベルギーとオランダが共同で開発している次世代の掃海艇にも搭載される予定である。

#### 第三世代
SEWACO XI
SEWACO VIIの発展型で、オランダ海軍のデ・ゼーヴェン・プロヴィンシェン級フリゲートに搭載されて、そのNAAWSの中核となっている（一方、ドイツは、同じくSEWACO系列のTACTICOS（#TACTICOSを参照）を使用している）。SEWACO XIは、サン・マイクロシステムズのSPARCアーキテクチャによる端末（それぞれが100MIPSの性能を保持）を採用しており、プログラミング言語としてはAdaが使用されているが、C言語によるUNIX上でX Window Systemを動作させることもできる。SEWACO XIシステムは高度に商用オフザシェルフ化されており、それぞれの端末はPROTECとよばれる保護キャビネットに収容されている。また、システムは高度にモジュラー化されており、スケーラビリティに優れるほか、容易にアップデートが可能である。それぞれの端末は、二重の冗長性を持つ光ファイバーによるLANによって連接されるとともに、同軸のビデオ・データ・バスも配置されている。ネットワークには、24基のMOC Mk 3多用途コンソール、およびデスクトップ・ワークステーションが組み込まれている。

### STACOS / TACTICOS

#### STACOS
STACOSは、Signaal TActical COmmand and COntrol Systemの略称であり、当初はFORESEE/DAISYと呼ばれていた。SEWACO VIIに似たネットワーク化システムであり、Mod 1、2では単なる表示装置が使用されていたが、Mod 3より処理能力をもつワークステーションが導入された。セントラル・コンピュータは主として目標情報の管理に使用されており、これを含めて、システムはほぼSEWACO VIIに匹敵する。より発展したMod 4は、のちにTACTICOSと改名された。
STACOSは、特にMEKO型フリゲートに多く搭載されており、トルコ海軍、ポルトガル海軍、ギリシャ海軍で使用されている。

#### TACTICOS
TACTICOSは、上述のとおり、STACOS Mod 4を改称したものであり、かつてはSMCS (Signaal Modular Combat System)とも呼ばれていた。分散処理を導入しており、SEWACO XIの派生型であるSEWACO-FDとは本来別物であるが、極めて類似したものである。また、開発にあたっては、トムソンCSF（en:Thomson-CSF、現タレス）社の輸出用機種であるTAVITAC 2000の技術も導入されている。
TACTICOSはドイツのザクセン級フリゲートに搭載されて、そのNAAWSの中核となっている。ザクセン級フリゲートの搭載システムは、17基のワークステーション、2基の大型スクリーンを含み、主記憶装置も大容量化されている。